# Claxton (Yorkshire du Nord)
Pour les articles homonymes, voir Claxton.
Claxton est un village et une paroisse civile du Yorkshire du Nord, en Angleterre.